# سدبر
latitudeسدبرlongitudeسدبر
سدبر (به انگلیسی: Sedbergh) یک شهرک در بریتانیا است که در انگلستان واقع شده‌است.

## خصوصیات
سدبر ۲٬۷۰۵ نفر جمعیت دارد.